# Mexikó a 2023. évi téli universiadén
Mexikó az Amerikai Egyesült Államokbeli Lake Placidban megrendezett 2023. évi téli universiade egyik részt vevő nemzete volt.

## Műkorcsolya
Versenyző adatai:
| Név           | Kor (2023. január 12. szerint) | Születési hely | Egyesület                                     | Felsőoktatási tanintézet                                          |
| Eugenia Garza | 2003. április 18. (19 évesen)  | Houston        | Braemar City Of The Lakes Figure Skating Club | University of Minnesota-Twin Cities Minneapolis, Egyesült Államok |

| Versenyző     | Versenyszám | Rövidprogram | Rövidprogram | Szabadprogram | Szabadprogram | Összesítés | Összesítés |
| Versenyző     | Versenyszám | Pont         | Hely.        | Pont          | Hely.         | Pont       | Helyezés   |
| ------------- | ----------- | ------------ | ------------ | ------------- | ------------- | ---------- | ---------- |
| Eugenia Garza | Női egyéni  | 40,67        | 22.          | 77,20         | 21.           | 117,87     | 21.        |